# (469615) 2004 PT107
(469615) 2004 PT107 est un objet de la ceinture de Kuiper faisant partie des cubewano.

## Caractéristiques
(469615) 2004 PT107 mesure environ 400 kilomètres de diamètre, ce qui en fait un candidat au statut de planète naine.